# ماریا فیودوروونا (سوفی دوروتی ووتمبرگ)
ماریا فئودوروونا (روسی: Мария Фёдоровна؛ ۲۵ اکتبر ۱۷۵۹ – ۵ نوامبر ۱۸۲۸) یا سوفی دوروته وورتمبرگ مادر الکساندر یکم، امپراتور روسیه و همسر پاول یکم بود. او دختر دوک فردریک وورتمبرگ و پرنسس فریدریک از براندنبورگ-شوئت و به یک شاخه جوان از خاندان وورتمبرگ تعلق داشت.
در طول مدت طولانی سلطنت مادر شوهرش، او در طرف شوهرش قرار گرفت و حامی وی بود. با شروع سلطنت شوهرش پاول به عنوان امپراتور که چهار سال به درازا کشید از اعتماد شوهرش در امور دولتی برخودار بوده و بر روی پاول نفوذ بسیار زیاد و مفیدی داشت و در سیاست حضور کاملی داشت. در شب ترور پاول اول، او فکر کرد که از مادرشوهر خود تقلید و ادعای تاج و تخت کند، اما پسرش، تزار آینده الکساندر، او را از این کار منصرف کرد. در سیاست خارجی ضد ناپلئون و در پی ایجاد اتحادی علیه وی بود. او بعد از ترور شوهرش حق اولویتی را تأسیس کرد، که امپراتریس بیوه رتبه‌ای خارج از همسر امپراتور حاکم داشته باشد و برتر و بالاتر از امپراتریس همسر باشد، این سیستم بی‌سابقه و منحصر در دربار روسیه ایجاد شد. وی مدیریت کل املاک سلطنتی و خیریه‌ها و موسسات آموزش امپراتوری را برعهده داشت و حتی بانک‌های دولتی و سود و زیان دولت مرکزی، اشراف پایتخت و محلی و مردم عام را کنترل می‌کرد. او در زمان سلطنت پسرانش الکساندر اول و نیکلای یکم دستور داد که کاخ‌های گچینا و پاولوفسک را به‌طور مجلل بازسازی کنند و حتی اغلب به فرزندان خود مشاوره سیاسی تأثیرگذار و مفیدی بیش از دیگر درباریان می‌داد و از طرف آنها به شدت مورد احترام و توجه بود. او همچنین قانون مراسم‌های عمومی و تشریفاتی دربار را نقض کرد و هنگام حضور در مراسم‌ها به جای عروس‌های خود دستان پسرانش را می‌گرفت و همسران پسرانش را وادار به عقب ماندن می‌کرد. وی در سال ۵ نوامبر ۱۸۲۸ درگذشت و مرگ او به شدت خانواده سلطنتی را در سوگ فرو برد او برای جانشینانش همچون یک الگوی بود.
وی همچنین برندهٔ جوایزی همچون نشان ملکه ماریا لوئیزا شده‌است.